# Riesengalagos
Die Riesengalagos (Otolemur) sind eine Primatengattung aus der Familie der Galagos (Galagonidae). Die Gattung umfasst drei Arten, die im östlichen und südlichen Afrika vorkommen.

## Merkmale
Riesengalagos sind die bei weitem größten Vertreter ihrer Familie. Sie erreichen eine Kopfrumpflänge von 23 bis 46 Zentimeter, eine Schwanzlänge von 30 bis 55 Zentimeter und ein Gewicht von 0,6 bis 2 Kilogramm. Ihr Fell ist weich und wollig, die Färbung variiert von silbergrau bis rotbraun, wobei die Unterseite heller ist. Die großen Ohren haben vier Querrillen und können unabhängig voneinander vor- oder zurückgelegt werden. Die langen Finger weisen flache Scheiben an den Kuppen auf, welche ihnen sicheren Halt im Geäst gewähren, alle Finger tragen Nägel. Ein weiteres Merkmal ist der lange, sehr buschige Schwanz. Die Augen sind wie bei allen Galagos als Anpassung an die nachtaktive Lebensweise vergrößert.

## Verbreitung und Lebensraum
Das Verbreitungsgebiet der Riesengalagos erstreckt sich vom südlichen Somalia über Tansania und Mosambik bis ins nördliche Südafrika und westlich bis Angola. Ihr Lebensraum sind baumbestandene Gebiete, vorwiegend Wälder. Manchmal findet man sie auch in baumbestandenem Grasland und sogar in Parks in den Städten.

## Lebensweise
Riesengalagos sind wie alle Galagos nachtaktiv, tagsüber schlafen sie in Blätternestern. Sie halten sich meist auf den Bäumen auf und kommen selten auf den Boden. Im Geäst bewegen sie sich überwiegend auf allen vieren fort, im Gegensatz zu anderen Galagos springen sie selten.
Das Sozialverhalten ist variabel, zumindest eine Art, der Großohr-Riesengalago, lebt in Familiengruppen mit zwei bis sechs Tieren. Zumindest die Männchen sind territorial und verteidigen ihr mit Urin markiertes Revier gegen gleichgeschlechtliche Eindringlinge, ihr Territorium kann sich aber mit denen der Weibchen überlappen. Riesengalagos kommunizieren mittels verschiedener Laute, ihren an Säuglinge erinnernden Schreien verdanken sie den Namen Buschbabies. Diese Schreie dienen zur Abgrenzung des Territoriums und zur Suche nach Gruppenmitgliedern
Riesengalagos ernähren sich von Früchten, Baumsäften und Insekten. Die Zusammensetzung der Nahrung kann aber je nach Region und Jahreszeit stark variieren.

## Fortpflanzung
Einmal im Jahr bringt das Weibchen nach rund 130-tägiger Tragzeit ein bis drei Jungtiere zur Welt. Die Jungen entwickeln sich schnell, sie haben nach der Geburt die Augen offen und können nach 30 Minuten krabbeln. Mit einem Monat beginnen sie, feste Nahrung zu sich zu nehmen, endgültig entwöhnt werden sie mit fünf Monaten. Mit knapp zwei Jahren sind sie geschlechtsreif. In menschlicher Obhut können sie über 18 Jahre alt werden.
Riesengalagos sind häufige Tiere, keine Art erscheint auf der Liste gefährdeter Arten.

## Systematik
Es werden drei Arten unterschieden:
- Der Großohr-Riesengalago (Otolemur crassicaudatus) ist die größte Art. Er lebt im östlichen und südlichen Afrika.
- Der Silberne Riesengalago (Otolemur monteiri) ist eng mit dem Großohr-Riesengalago verwandt und wird häufig als dessen Unterart klassifiziert.
- Der Kleinohr-Riesengalago oder Nördliche Riesengalago (Otolemur garnettii) hat das nördlichste Verbreitungsgebiet.

## Zoosituation
In Europa ist die Art lediglich in Russland und Weißrussland zu sehen. Ehemalige deutsche Halter sind Berlin, Frankfurt, Stuttgart, Aschersleben, Dresden, Duisburg, Halle, Hamburg, Hannover, Heidelberg, Köln, Kronberg, Leipzig, Saarbrücken und Wuppertal.

## Belege
1. ↑    ZTL 18.6